# Phytomyza opacae
Phytomyza opacae är en tvåvingeart som beskrevs av Kulp 1968. Phytomyza opacae ingår i släktet Phytomyza och familjen minerarflugor. Inga underarter finns listade i Catalogue of Life.